# Setmana Catalana de 1998
La Setmana Catalana de 1998, va ser la 35a edició de la Setmana Catalana de Ciclisme. Es disputà en 6 etapes del 23 al 27 de març de 1998. El vencedor final fou el neerlandès Michael Boogerd de l'equip Rabobank per davant de Laurent Jalabert i Alex Zülle.
Amb una edició molt muntanyosa, era de remarcar que després de 29 anys, la "Setmana" no arribava a Andorra. La gran etapa pels escaladors seria el final a Rasos de Peguera. Boogerd va vèncer aquesta etapa i a la fí va ser clau, juntament amb la bona contrarellotge final, per aconseguir el triomf definitiu.
Com anècdota, el vigent campió del Tour de França, l'alemany Jan Ullrich, va acabar la cursa a 47 minuts del vencedor.

## Etapes
| Etapa | Data       | Ciutats d'etapa                                   | km    | Vencedor de l'etapa     | Líder de la general   |
| ----- | ---------- | ------------------------------------------------- | ----- | ----------------------- | --------------------- |
| 1a    | 23 de març | Lloret de Mar – Lloret de Mar                     | 180,0 | Stéphane Barthe (FRA)   | Stéphane Barthe (FRA) |
| 2a    | 24 de març | Lloret de Mar – Castelló d'Empúries               | 161,5 | Rolf Järmann (SUI)      | Rolf Järmann (SUI)    |
| 3a    | 25 de març | Castelló d'Empúries - Rasos de Peguera            | 174,5 | Michael Boogerd (NED)   | Michael Boogerd (NED) |
| 4a    | 26 de març | Berga - L'Hospitalet de Llobregat                 | 204,5 | Jeroen Blijlevens (NED) | Michael Boogerd (NED) |
| 5a A  | 27 de març | L'Hospitalet de Llobregat - Cerdanyola del Vallès | 68,9  | Nicola Minali (ITA)     | Michael Boogerd (NED) |
| 5a B  | 27 de març | Circuit de Montjuïc (CRI)                         | 12,0  | Alex Zülle (SUI)        | Michael Boogerd (NED) |

### 1a etapa[1]
23-03-1998: Lloret de Mar, 180,0 km.:
|   | Ciclista                 | Equip          | Temps      |
| - | ------------------------ | -------------- | ---------- |
| 1 | Stéphane Barthe (FRA)    | Casino         | 4h 37' 26" |
| 2 | Erik Zabel (GER)         | Team Telekom   | m. t.      |
| 3 | Filippo Casagrande (ITA) | Scrigno-Gaerne | m. t.      |

### 2a etapa[2]
24-03-1998: Lloret de Mar – Castelló d'Empúries, 161,5 km.
|   | Ciclista                 | Equip          | Temps      |
| - | ------------------------ | -------------- | ---------- |
| 1 | Rolf Järmann (SUI)       | Casino         | 5h 01' 26" |
| 2 | Filippo Casagrande (ITA) | Scrigno-Gaerne | + 04"      |
| 3 | Paolo Bettini (ITA)      | Asics-CGA      | m. t.      |

### 3a etapa[3]
25-03-1998: Castelló d'Empúries - Rasos de Peguera, 174,5 km.:
|   | Ciclista               | Equip    | Temps      |
| - | ---------------------- | -------- | ---------- |
| 1 | Michael Boogerd (NED)  | Rabobank | 4h 53' 43" |
| 2 | Laurent Jalabert (FRA) | ONCE     | + 11"      |
| 3 | Dario Frigo (ITA)      | Saeco    | + 15"      |

### 4a etapa[4]
26-03-1998: Berga - L'Hospitalet de Llobregat, 204,5 km.:
|   | Ciclista                | Equip                          | Temps      |
| - | ----------------------- | ------------------------------ | ---------- |
| 1 | Jeroen Blijlevens (NED) | TVM-Farm Frites                | 5h 13' 35" |
| 2 | Mario Cipollini (ITA)   | Saeco                          | m. t.      |
| 3 | Nicola Minali (ITA)     | Riso Scotti-MG Boys Maglificio | m. t.      |

### 5a etapa A[5]
27-03-1998: L'Hospitalet de Llobregat - Cerdanyola del Vallès, 68,9 km.:
|   | Ciclista                  | Equip                          | Temps      |
| - | ------------------------- | ------------------------------ | ---------- |
| 1 | Nicola Minali (ITA)       | Riso Scotti-MG Boys Maglificio | 1h 28' 25" |
| 2 | Jeroen Blijlevens (NED)   | TVM-Farm Frites                | m.t        |
| 3 | Gian Matteo Fagnini (ITA) | Saeco                          | m.t        |

### 5a etapa B[5]
27-03-1998: Circuit de Montjuïc (CRI), 12,0 km.:
|   | Ciclista               | Equip         | Temps   |
| - | ---------------------- | ------------- | ------- |
| 1 | Alex Zülle (SUI)       | Festina-Lotus | 15' 44" |
| 2 | Michael Boogerd (NED)  | Rabobank      | m.t     |
| 3 | Laurent Jalabert (FRA) | ONCE          | + 04"   |

## Classificació General
|    | Ciclista                 | Equip              | Punts       |
| -- | ------------------------ | ------------------ | ----------- |
| 1  | Michael Boogerd (NED)    | Rabobank           | 21h 30' 23" |
| 2  | Laurent Jalabert (FRA)   | ONCE               | + 15"       |
| 3  | Alex Zülle (SUI)         | Festina-Lotus      | + 30"       |
| 4  | Mikel Zarrabeitia (ESP)  | ONCE               | + 50"       |
| 5  | Dario Frigo (ITA)        | Saeco              | + 01' 02"   |
| 6  | Íñigo Cuesta (ESP)       | ONCE               | + 01' 15"   |
| 7  | Rodolfo Massi (ITA)      | Casino             | + 01' 20"   |
| 8  | Peter Luttenberger (AUT) | Rabobank           | + 01' 37"   |
| 9  | Andrea Noè (ITA)         | Asics-CGA          | + 01' 54"   |
| 10 | Roberto Heras (ESP)      | Kelme-Costa Blanca | + 02' 17"   |